# آلان دورانز
ألان هوبكنز دورانز (من مواليد 30 يوليو 1955) هو سياسي من الحزب الوطني الاسكتلندي (SNP) وهو عضو البرلمان عن آير وكاريك وكومنوك من انتخابات العامة في عام 2019. وهو نائب عميد آير جيلدري. عيين دورانس زميلا لمعهد شؤون الموظفين والتنمية (CIPD) في عام 1990 وعضوا في معهد الإدارة المعتمد (MCMI) في عام 2000.
ولد دورانس في ديلي، وهو ابن بيتر دورانز.  وهو الأصغر بين تسعة أطفال. تلقى تعليمه في أكاديمية كاريك ومايبول ثم حصل على دبلوم في قيادة الخدمة العامة. 